# PLM 242 CE 1
Die Elektrolokomotive 242 CE 1 der Compagnie du chemin de fer Paris-Lyon-Méditerranée war eine Versuchslokomotive für den Reisezugdienst.  Die Lokomotive war dem Depot Chambéry zugeteilt und wurden auf der mit 1500 V Gleichstrom elektrifizierten Nordrampe der Mont-Cenis-Bahn in der Maurienne erprobt, bevor sie im Jahre 1927 nach weniger als 7000 km Fahrt von einem Elektrobrand zerstört wurde, der ihre Ausrangierung zur Folge hatte.

## Technik

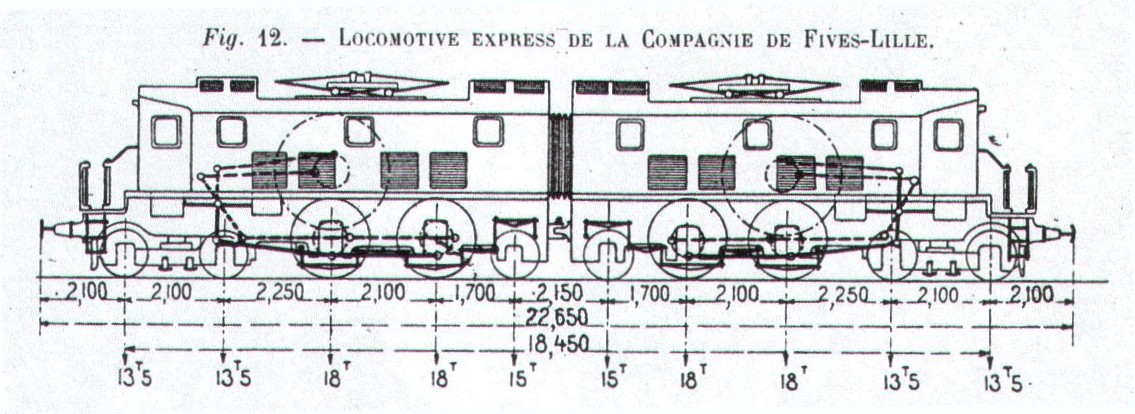
PLM 242 CE 1

Die Lokomotive bestand aus zwei kurzgekuppelten, mit einem Faltenbalg verbundenen Lokomotivhälften, in denen je ein großer Elektromotor untergebracht war. Dieser trieb über ein Gestänge die beiden Treibachsen jeder Lokhälfte an. Die Triebstange führte vom Motor im Maschinenraum beinahe horizontal gegen das Lokomotivende, wo sie auf einen im Rahmen gelagerten Hebel wirkte, der die hin- und hergehende Bewegung in das Untergestell übertrug, von wo sie wiederum von einer weiteren Triebstange auf die äußere Achse der Lokomotive übertragen wurde. Der Lagerpunkt des Umlenkhebels war als Kreuzkopf ausgeführt, an dem die Kolbenstangen von zwei Luftzylindern angriffen, welche den Lagerpunkt in Längsrichtung verschiebbar machten und somit eine elastische Verbindung zwischen dem im Kasten gelagerten Motor und dem Fahrwerk herstellte. Die mittige Lage des Kreuzkopfes wurde mit dem Luftdruck in den Zylindern kontrolliert, wobei dieser über von der Kolbenstange selbst betätigte Ventile gesteuert wurde.
Ein führendes Laufdrehgestell sollte den Lokhälften bessere Laufeigenschaften verleihen. Unter dem Heck der Lokomotive war eine Laufachse angeordnet, die in der Bezeichnung der Lokomotive als 242 nicht in Erscheinung tritt. Die Lokomotive war mit 164 t mit Abstand die schwerste der Probelokomotiven.  
Die Lokomotive unterschied sich stark von den anderen zur Erprobung in der Maurienne gelieferten Versuchslokomotiven. Der Hersteller Fives-Lille verwendet nicht nur den überholten Stangenantrieb, sondern verzichtete auch auf Anfahrwiderstände und Schütze. Die Regelung erfolgte vielmehr über ein STAR genanntes System, dessen Bezeichnung ein  Akronym aus système de traction auto-régulé („selbstregelndes Traktionssystem“) war. Das System wurde zuvor auf Triebwagen der Métro Paris erprobt.